# شالبان کارائول
شالبان کارائول (روسی: Шолбан Валерьевич Кара-оол؛ زادهٔ ۱۸ ژوئیهٔ ۱۹۶۶) سیاست‌مدار اهل کشور روسیه است. وی هم‌اکنون رئیس حکومت جمهوری تووا است.